# Lars Becker-Larsen
Lars Becker-Larsen (* 27. März 1957 in Vordingborg) ist ein dänischer Dokumentarfilmemacher, vorwiegend im Bereich des populärwissenschaftlichen Films.

## Leben
Lars Becker-Larsen arbeitete ab Mitte der 1970er Jahre zunächst vor allem im Bereich Ton- und Schnitttechnik. Sein Regiedebüt hatte er 1985 mit Atomfysik og virkelighed (englisch Atomic Physics and Reality). Københavnerfortolkningen (engl.: The Copenhagen Interpretation; 2004) befasst sich mit der zwischen Niels Bohr und Albert Einstein Kontroverse in deren Interpretation der Quantenphysik. Der Film wurde auf internationalen Filmfestivals mehrfach prämiert, unter anderem 2005 als „bester Lehrfilm“ beim Prager Techfilm-Festival und 2007 in Wien mit dem Hauptpreis beim Europäischen Wissenschaftsfilmfestival. Für weitere seiner Filme erhielt er ebenfalls Preise, so beispielsweise 2015 für Den forunderlige kvanteverden (engl.: Taming the Quantum World; 2013) beim Internationalen Wissenschaftsfilmfestival in Sankt Petersburg als „bester Regisseur“.
Becker-Larsen ist Dozent am Danske Filminstitut und lebt in Ølstykke.

## Filmografie
- 1975: Arbejdsløshedshæren
- 1979: Rockerfilmen (Dokumentarfilm; Ton)
- 1981: Ingolf Fjeld (Dokumentarfilm; Schnitt)
- 1981: Kampucheas junglekrig – Besøg hos Khmer rouge partisanerne (Dokumentarfilm; Ton)
- 1984: Midvinter, Masketid (Dokumentarfilm; Schnitt)
- 1985: Atomfysik og virkelighed (Dokumentarfilm; Regie)
- 1986: Maskespil (Dokumentarfilm; Ton)
- 1989: Kvantefysikkens lære (Dokumentarfilm; Regie)
- 1990: Kalles Orkester (Dokumentarfilm; Ton)
- 1998: Teorien om alting (Dokumentarfilm; Regie)
- 2004: Københavnerfortolkningen (Dokumentarfilm; Regie)
- 2009: Den bevægede jord (Dokumentarfilm; Regie)
- 2013: Den forunderlige kvanteverden (Dokumentarfilm; Regie)